# کوادری
کوادری (به ایتالیایی: Quadri) یک منطقهٔ مسکونی در ایتالیا است که در استان کییتی واقع شده‌است.

## خصوصیات
کوادری ۷٫۴۱ کیلومترمربع مساحت و ۹۴۳ نفر جمعیت دارد و ۵۹۰ متر بالاتر از سطح دریا واقع شده‌است.